# Tarang
Pour plus de détails, voir Fiche technique et Distribution.
Tarang est un film indien réalisé par Kumar Shahani, sorti en 1984.

## Synopsis
Sethji (Shreeram Lagoo) est un homme d’affaires veuf. Il a une fille unique Hansa, gendre Rahul (Amol Palekar) et un petit-fils Munna. Au fil du temps, Sethji et Rahul ont estimé que leur assistant Dinesh essayait de saboter leur entreprise familiale. Ils essayaient de se débarrasser de Dinesh. Mais dans le processus à la fois Sethji et Rahul meurent. En conséquence, Dinesh devient le seul propriétaire de l’entreprise. Mais les choses se gâtent lorsque Dinesh entame une liaison avec la servante de la familie Janaki (Smita Patil). On découvre que la mort de Hansa n’était pas un suicide mais un meurtre et une dissimulation.

## Fiche technique
- Titre français : Tarang
- Réalisation : Kumar Shahani
- Scénario : Kumar Shahani et Roshan Shahani
- Musique : Vanraj Bhatia
- Pays d'origine : Inde
- Format : Couleurs - 35 mm
- Genre : drame
- Durée : 171 minutes
- Date de sortie : 1984

## Distribution
- Amol Palekar : Rahul
- Smita Patil : Janki
- Shreeram Lagoo : Sethji
- Girish Karnad : Dinesh
- Om Puri : Namdev
- M.K. Raina : Abdul
- Jalal Agha : Russi
- Rohini Hattangadi : Anita, la secrétaire
- Pinchoo Kapoor : Business associate
- Arvind Deshpande : Kalyan
- Sulabha Deshpande : Khala-Jaan, la tante d'Abdul

## Prix
- 1984 : Prix spécial du jury au National Film Award